# Samalbung
Samalbung (nepalski: समालबुङ) – gaun wikas samiti we wschodniej części Nepalu w strefie Meći w dystrykcie Ilam. Według nepalskiego spisu powszechnego z 2001 roku liczył on 945 gospodarstw domowych i 4780 mieszkańców (2371 kobiet i 2409 mężczyzn).